# Luscinia
Luscinia é um gênero de pássaros passeriformes pequenos, contendo rouxinóis e parentes.

## Taxonomia e sistemática
A palavra Luscinia era usada para rouxinóis e pássaros semelhantes no latim clássico
A delimitação de Luscinia versus o gênero Erithacus foi confundida por muito tempo; as espécies foram colocadas indiscriminadamente em um ou outro gênero, ou Luscinia foi inteiramente fundida em Erithacus.

## Descrição
As espécies Luscinia são pequenos pássaros atarracados, 13-16 cm de comprimento com uma postura ereta e uma cauda moderadamente curta frequentemente inclinada.

## Espécies
- Luscinia svecica
- Luscinia phaenicuroides
- Luscinia luscinia
- Luscinia megarhynchos